# Ranunculus rionii
Ranunculus rionii är en ranunkelväxtart som beskrevs av Franz Joseph Lagger. Ranunculus rionii ingår i släktet ranunkler, och familjen ranunkelväxter. Inga underarter finns listade i Catalogue of Life.

## Bildgalleri

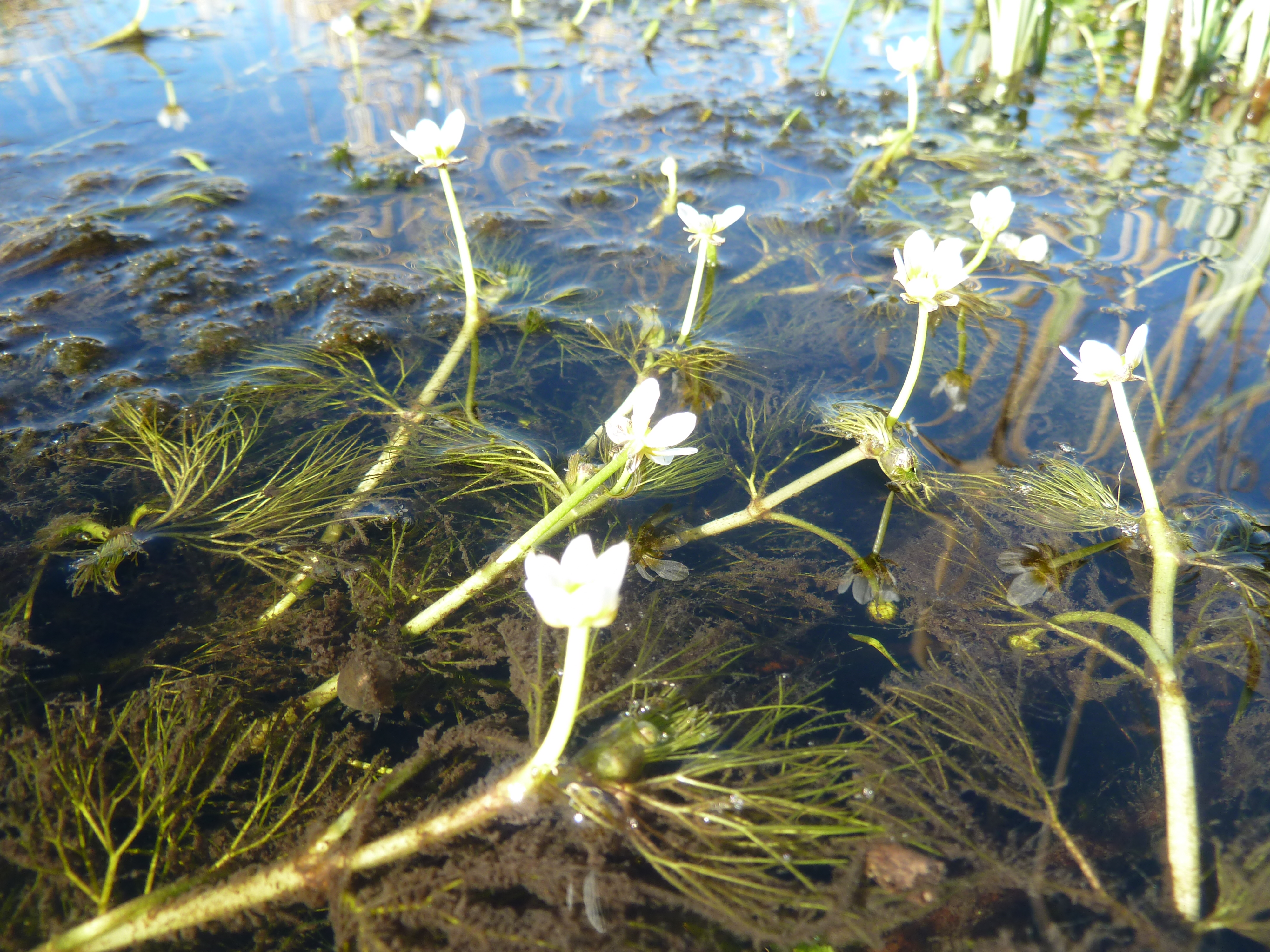
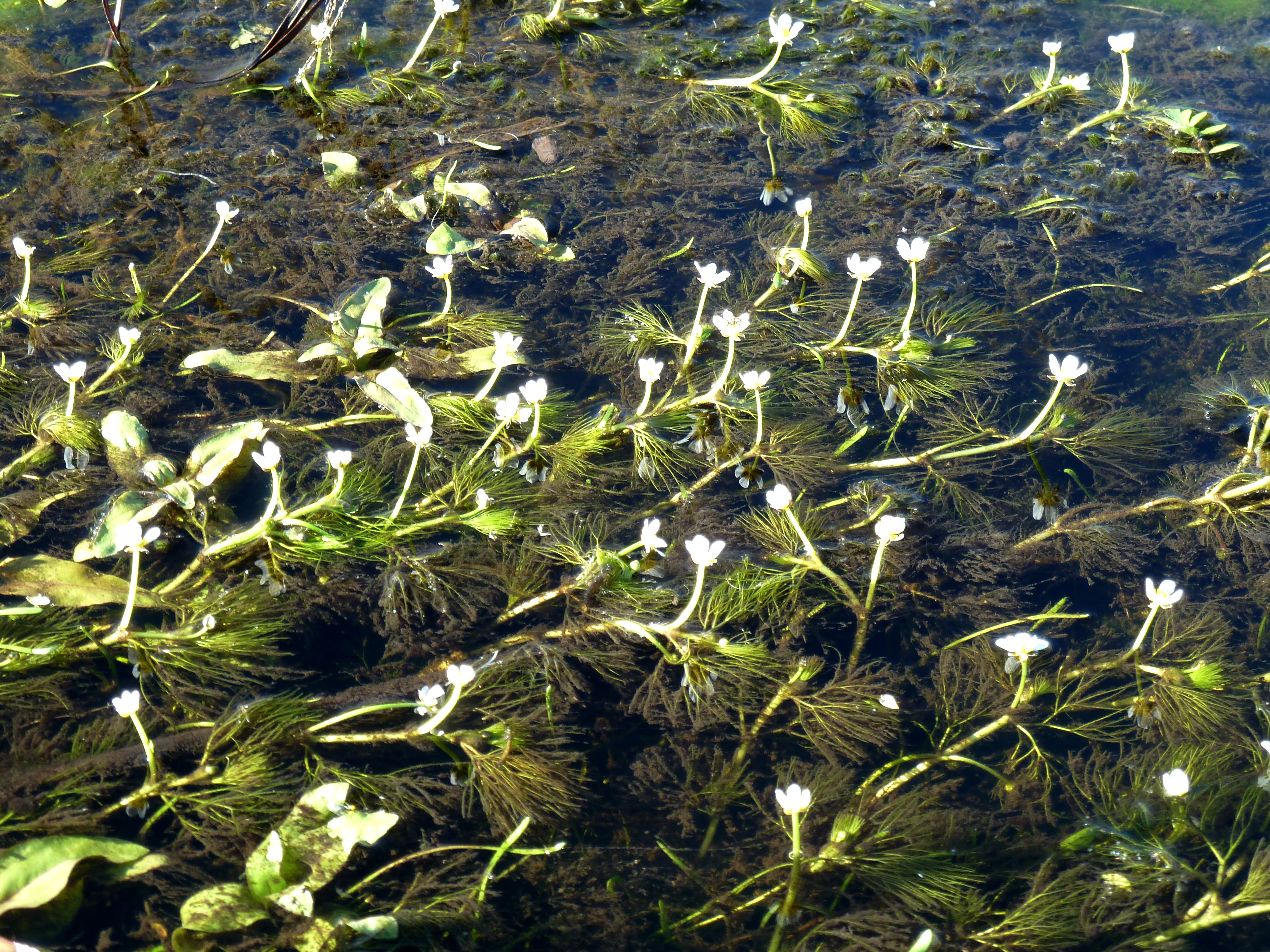